# Evelyn Waugh
Arthur Evelyn St. John Waugh (28 d'octubre de 1903 - 10 d'abril de 1966) fou un escriptor anglès de novel·les, biografies i llibres de viatge. És reconegut particularment per la seva novel·la Retorn a Brideshead (1945) i per la seva trilogia de la Segona Guerra Mundial Sword of Honour.
Era fill d'un editor i va ser educat a Oxford, i va treballar breument com a mestre d'escola abans de convertir-se en escriptor a temps complet. En la dècada de 1930 va viatjar molt, sovint com a corresponsal. Es trobava a Abissínia en el moment de la invasió de 1935. Va servir a les forces armades britàniques durant la Segona Guerra Mundial, primer a la Marina Reial Britànica i més tard a la Guàrdia muntada. Totes aquestes experiències, i l'àmplia gamma de gent que va conèixer, van modelar la ficció de Waugh, que té en general un to inclusiu i humorístic.
Moltes de les novel·les de Waugh reflecteixen l'alta societat i aristocràcia britànica que, tot i que hi és durament satiritzada, conserva un halo d'atracció per al lector. Waugh atacava l'absència de valors de la vida moderna i, especialment, de la societat londinenca. En aquest sentit Waugh va ser un dels grans crítics de la modernitat i de l'Estat del benestar sorgit després de la Segona Guerra Mundial.
Va escriure relats, biografies i llibres de viatges. Els seus extensos diaris i correspondència també han estat publicats. L'obra de Waugh va tenir molt èxit entre el gran públic i la crítica lloava la seva prosa estilitzada i mordaç.
Waugh es va convertir al Catolicisme el 1930 després que fracassés el seu primer matrimoni. Les seves posicions tradicionalistes el van portar a oposar-se a qualsevol transformació. Els canvis introduïts pel Concili Vaticà Segon (1962–65) el van pertorbar profundament, en especial les misses en llengua vernacla. Aquest cop al seu tradicionalisme religiós, la seva aversió per la cultura de l'estat del benestar del món de la postguerra i la decadència de la seva salut van enfosquir els seus darrers anys, però va continuar escrivint. Va mostrar al món una màscara d’indiferència, però va ser capaç d’una gran bondat envers aquells a qui considerava els seus amics.
Després de la seva mort el 1966, va adquirir un seguiment de nous lectors a través de les versions cinematogràfiques i televisives de les seves obres, en especial de la sèrie televisiva Retorn a Brideshead (1981).

## Traduccions al català
- L'ésser estimat. Traduït per Albert Pijuan i Hereu el 2015 amb La Breu
- Un grapat de pols. Traduït per Ernest Riera el 1997 amb la MOLU segle XX d'Edicions 62/La Caixa.
- Retorn a Brideshead. Traduït per Ramon Folch i Camarasa el 1983 a EdicionesB/Proa, amb pròleg de Joan Triadú
- Retorn a Brideshead. Traduït per Xavier Pàmies a Viena Edicions, col·lecció: El cercle de Viena.[1]
- Notícies Fresques. Traduït per Ferran Ràfols Gesa a Editorial Comanegra, col·lecció: Cul-de-sac